# Небамун
Небамун – давньоєгипетський писар та описувач зерна (скарбник) періоду Нового царства. Працював у храмовому комплексі неподалік Фів. Став відомим, коли 1820 року археологи знайшли його гробницю, яка містила дуже багато детальних яскравих живописів на стінах, що непогано зберегілися.